# La copa blava
La copa azul es un cuadro pintado por Pablo Picasso en Barcelona entre 1902 y 1903, y depositado en el Museo Picasso de Barcelona.

## Contexto histórico y artístico
Después del suicidio de su amigo Carles Casagemas en 1901, Pablo Picasso decidió dejar París y volver a Barcelona. En enero siguiente el pintor se instaló en el estudio de Ángel Fernández de Soto de la calle Nueva de la Rambla, en el barrio de El Raval, donde pintó las azoteas de los edificios próximos, paseó por sus calles y visitó los burdeles de la zona, muchos de los cuales pintó, representando sobre todo mujeres con pañuelo o chal, de pie, encorvadas o de espaldas; un mundo que plasmó en azul, el color que dominaba su gama cromática después de abandonar la exuberante policromía anterior. De este periodo son obras como Retrato de Jaume Sabartés con gorgera y sombrero, La mujer de la cofia, dos versiones de Azoteas de Barcelona, La mujer del mechón de cabellos, La copa azul y Retrato de Sebastià Junyent, todas pertenecientes a la colección del Museo Picasso de Barcelona.

## Descripción
La simplicidad compositiva, junto con la maestría técnica que  emplea, hacen de este pequeño óleo una obra de una belleza plástica excepcional: convierte una simple copa de vidrio en un jarrón en el cual reposa la flor.
Picasso manifestó en una ocasión: "El objeto más cotidiano es un barco, un vehículo de mi pensamiento. Es para mí aquello que la parábola es para Cristo". La copa la extrae de las escenas de café y cabaret de la Barcelona y del París de aquellos años, que proliferan en su obra, de las mesas donde se apoyan personajes abatidos o algunos de sus amigos, para individualizarla en otra mesa donde comparte protagonismo con una flor de pétalos rojos.
El vidrio tiene un destello realzado con blanco y toques de azul oscuro que le dan la total transparencia e inmaterialidad que acentúan el tono misterioso y simbólico de la obra. A través suyo, la visión se alarga hasta el opaco muro azul del fondo. Este color tiñe toda la composición a excepción de los pétalos rojos de la flor, que conserva el botón y los nervios azules. Esta especie de lirio amariylis, símbolo de la decadencia fin de siècle, ya se encuentra antes, en 1900, en la mano de Jaime Sabartés y Gual en Poeta decadente, así como en algunos dibujos de aquel momento que se encuentran en el Museo Picasso de Barcelona y en el ramo del Bodegón del año 1901.
Un estudio radiográfico de este óleo sobre tela de 66,1 x 28,5 cm ha descubierto que bajo este hay una pintura de un hombre de perfil. Fue donado por el artista al Museo Picasso de Barcelona en 1970.